# JOSM
JOSM (Java-редактор OpenStreetMap) — вільне програмне забезпечення для редагування географічних даних OpenStreetMap написане на Java. Не вимагає під'єднання до Інтернету під час редагування й підходить для потреб досвідчених користувачів. Застосунок має широкі можливості, та є більш професійним ніж вбудований редактор iD.
Застосунок первісно був розроблений Іммануїлом Шольцом наприкінці 2005 року. Найбільший внесок роблять Іммануїл Шольц та Дірк Стокер.

## Можливості

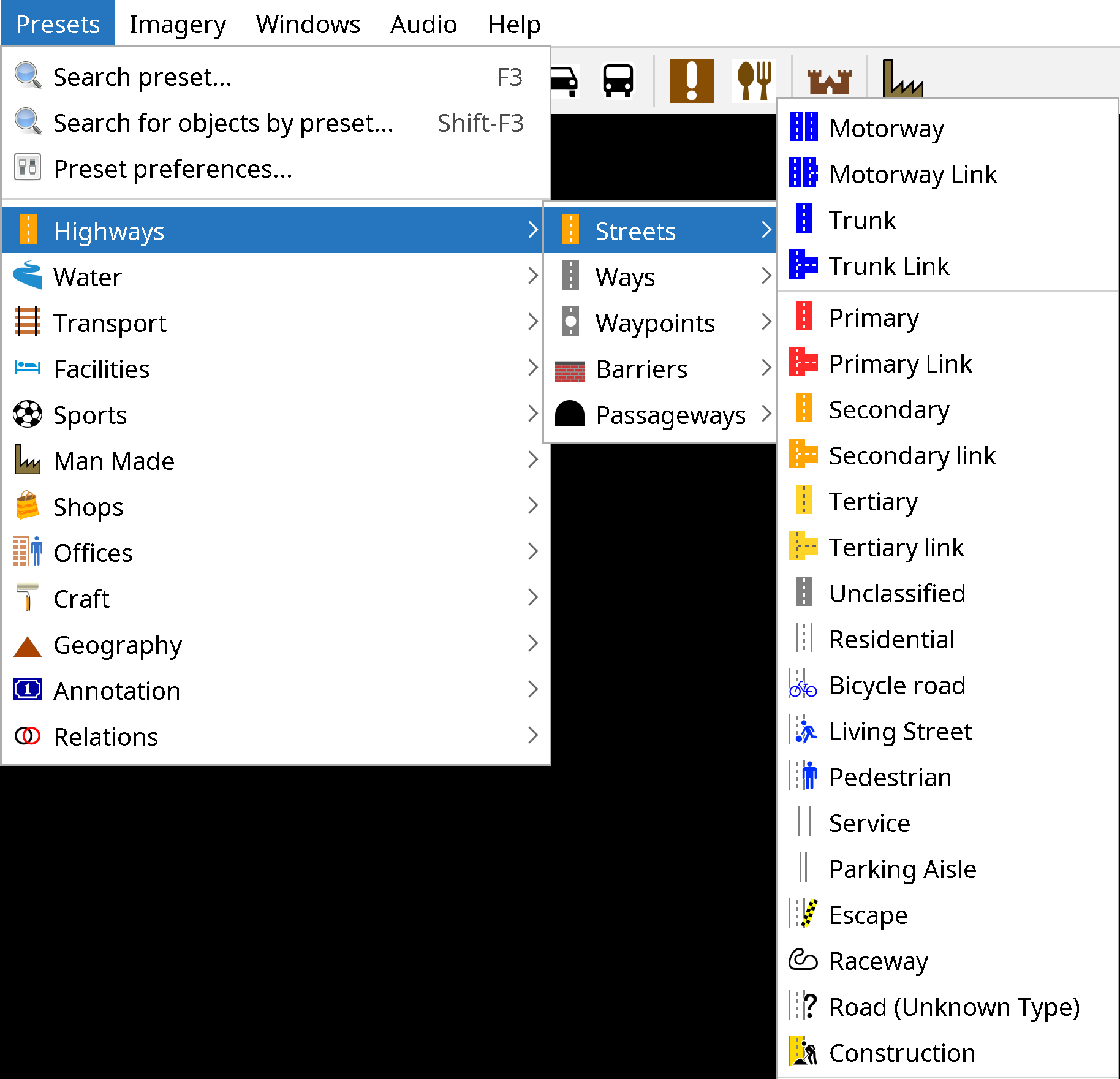
JOSM highway presets menu

Виняткові можливості JOSM — імпорт GPX файлів, робота з аерознімками, підтримка множинних картографічних проєкцій, підтримка шарів, редагування зв'язків, перевірка даних, фільтрація, робота автономно (без підключення до Інтернету). Існує понад 200 клавіатурних скорочень для базового функціоналу.
Додаткові можливості, такі як відображення даних в 3D, посилання на Вікіпедію, окреслення будинків, доступні через систему плагінів. Понад 100 плагінів присутні в репозиторіях.

## Історія
Перша правка була зроблена 27 вересня 2005 року. Перша тестова збірка доступна з 4 жовтня 2005 року. Версія номер 1 з'явилась 22 січня 2006 року. Поточна схема версіювання, заснована на номерах збірок, застосовується з 2008 року.
В 2014 році логотип проєкту був змінений на поточний, який був обраний як переможець конкурсу. З 2016 року стабільні випуски додатково позначаються номером місяця та року РР.ММ на початку.
З версії 10786 (16.07), випущеної 12 серпня 2016 року, для успішного встановлення потрібна Java не нижче ніж 8 версії.

## Використання
Станом на  2020 основна частина роботи по OpenStreetMap робиться у JOSM. Близько 64 % редагувань у базі даних вноситься за допомогою цього програмного забезпечення.
JOSM може використовуватися також для схожого проєкту OpenHistoricalMap. JOSM доданий до багатьох репозиторіїв Linux, таких як Ubuntu, Debian, Fedora, Arch Linux.
Доступні навчальні матеріали на 16 мовах. [Архівовано 22 жовтня 2021 у Wayback Machine.]

## Додаткова інформація
- Ramm, Frederik; Topf, Jochen; Chilton, Steve (2010). OpenStreetMap: використання та вдосконалення відкритої мапи світу. UIT Cambridge. с. 386. ISBN 978-1-9068-6011-0. Архів оригіналу за 23 вересня 2020. Процитовано 28 квітня 2022.